# Parque natural regional de Francia

Localización de los PNR (en verde)

En Francia, un parque natural regional (en francés: parc naturel régional, o PNR) es un parque natural creado por municipios adyacentes que desean poner en práctica un proyecto compartido de conservación de su patrimonio natural y cultural en un territorio coherente (a veces fuera de los límites administrativos tradicionales).
La creación de un parque requiere la certificación por parte del Estado y debe referirse a un territorio notable, siendo deseable que proteja la calidad del paisaje y el patrimonio natural, histórico o cultural. La Carta de un parque natural regional define el programa de conservación, estudio y desarrollo que se aplicará en el territorio, por lo general durante un período de 12 años.
A diferencia de un parque nacional, un PNR, de un territorio en general  mucho más grande, no está asociado con normas específicas para la protección de la fauna y la flora. No es una reserva natural, sino un espacio en el que se busca un desarrollo respetuoso de equilibrios, o una solución para el mantenimiento de las actividades tradicionales en declive.
La mayoría de los parques regionales son administrados por una institución pública de cooperación, sindicato mixto abierto, cuyo consejo de administración está integrado por miembros electos de las colectividades miembros (comunas, departamentos, regiones) y a veces socios socioeconómicos.
Los parques regionales se crearon en Francia por un decreto de 1 de marzo de 1967. Sus territorios se clasifican por decreto del primer ministro por un período de 12 años renovables. Las normas de gestión de un parque regional figuran en sus estatutos.

## Historia
La aventura de los Parques comenzó en la década de los años 1960 en el seno de la DATAR (Delegation interministérielle à l'aménagement du territoire et à l'attractivité régionale). En ese momento, esta nueva estructura interministerial incluyó a agricultores, planificadores, ingenieros, ambientalistas para que idearan una nueva forma de planificación del territorio y encontrar así una alternativa a los Parques Nacionales, creados en 1963 y reservados a espacios no habitados. Henri Beaugé-Bérubé fue el responsable del proyecto.
Después de un viaje a los Países Bajos, Bélgica y Alemania para estudiar el concepto de cerca, el equipo de la Datar organizó las jornadas de Lurs, en Provenza, en 1966. Esto grupo incluyó a sociólogos, arquitectos, urbanistas, técnicos, ingenieros, estadistas, agricultores, silvicultores, actores, artistas...  Algunos meses más tarde, el general Général de Gaulle  firmó el Decreto de 1 de marzo de 1967 que instituyó los parques naturales regionales.
El 15 de febrero de 1967, una caravana de aprendices encargados de la misión de los Parques tomó la salida a los pies de la Torre Eiffel, para recorrer 16 regiones, y más de 100.000 kilómetros conn la misión de interesarse por  todo. A su regreso, fueron enviados en los primeros proyectos de Parques (Landas de Gascogne, Morvan, Lorena, Armorique, Vercors...) 

## Estado actual de los parques regionales
En enero de 2015 había 51 parques regionales (49 en la metrópoli, 1 en Guyana y 1 en Martinica). Representan el 15% del territorio francés, 24 regiones, 74 departamentos, 4315 comunas, más de 8,5 millones de hectáreas y cerca de 4 millones de habitantes.
Repartidos a lo largo de la Francia metropolitana y en ultramar, los PNR engloban muchos paisajes de Francia en toda su diversidad: de hecho están los volcanes de Auvernia, la Camarga, el macizo de Queyras, la Brière, áreas de Bocages, terrazas, paisajes montañosos así como grandes culturas...
La superficie total de los PNR se compone de un 37% de bosques (26 % en Francia metropolitana), el 40% de tierras agrícolas (la mitad de la superficie de pastos) y un 1,9% de áreas urbanizadas. Se aprecian variaciones significativas según las regiones.
La densidad de población media de los PNR es de 41 hab./km². Aquí también hay disparidades: 1,5 hab./km² para el NRP de Guyana y  360 hab./km² para el PNR de Scarpe Escaut.

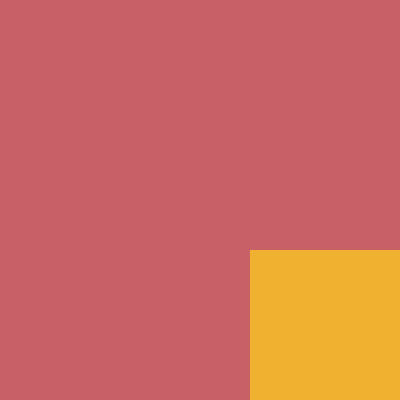
Comparación de la superficie del mayor PNR (Parque natural regional de los Volcanes de Auvernia, en rosa) con el más pequeña (Parque natural regional del alto valle de Chevreuse, en naranja)

Algunos parques están ubicados en un solo departamento, mientras que otros se sitúan en varios departamentos y, a veces incluso en varias regiones.

### Documentos y bibliografía
- (en francés)  — PDF Données socio-économiques de base sur les pages
- (en francés) Carte des parcs naturels régionaux de France (enlace roto disponible en Internet Archive; véase el historial, la primera versión y la última).
- (en francés) L'argumentaire des parcs : 50 questions et réponses, édition 2012
- (en francés)  Fédération des parcs naturels régionaux (2015) Les parcs naturels régionaux et la biodiversité (PDF, 15 páginas)

### Textos jurídicos
- (en francés) Loi n° 2006-436 du 14 avril 2006 relative aux parcs nationaux, aux parcs naturels marins et aux parcs naturels régionaux, JO de 15 de abril de 2006

- Datos: Q1818761
- Multimedia: Regional parks of France / Q1818761